# پیتر مولر (ورزشکار)
پیتر مولر (انگلیسی: Peter Müller؛ زادهٔ ۶ october ۱۹۵۷ (۶۷ سال)) ورزشکار اسکی آلپاین اهل سوئیس است.